# 太原外国语学校
太原外国语学校（Taiyuan Foreign Language School，简称太外），是一所位于山西省太原市的一所公立中学，也是太原市重点中学之一。它是一所以英，法，德，日，俄、西六种外语为特色的综合性学校，是中华人民共和国教育部批准具有推荐保送生资格的17所外国语中学之一，也是山西省内唯一具有保送资格的外国语学校。

## 历史
太原市外国语学校的前身是1909年创办的太原女师，1984年更为今名。原校址在国师街，在20世纪90年代中期搬迁至今址（国师街现为太原市第二外国语学校校址）。
2009年，位于漪汾公园旁的太原市外国语学校新校区建成。现在，新校区为太原市外国语学校，而漪汾苑小区内的校区则为太原外国语凤凰双语中学校。

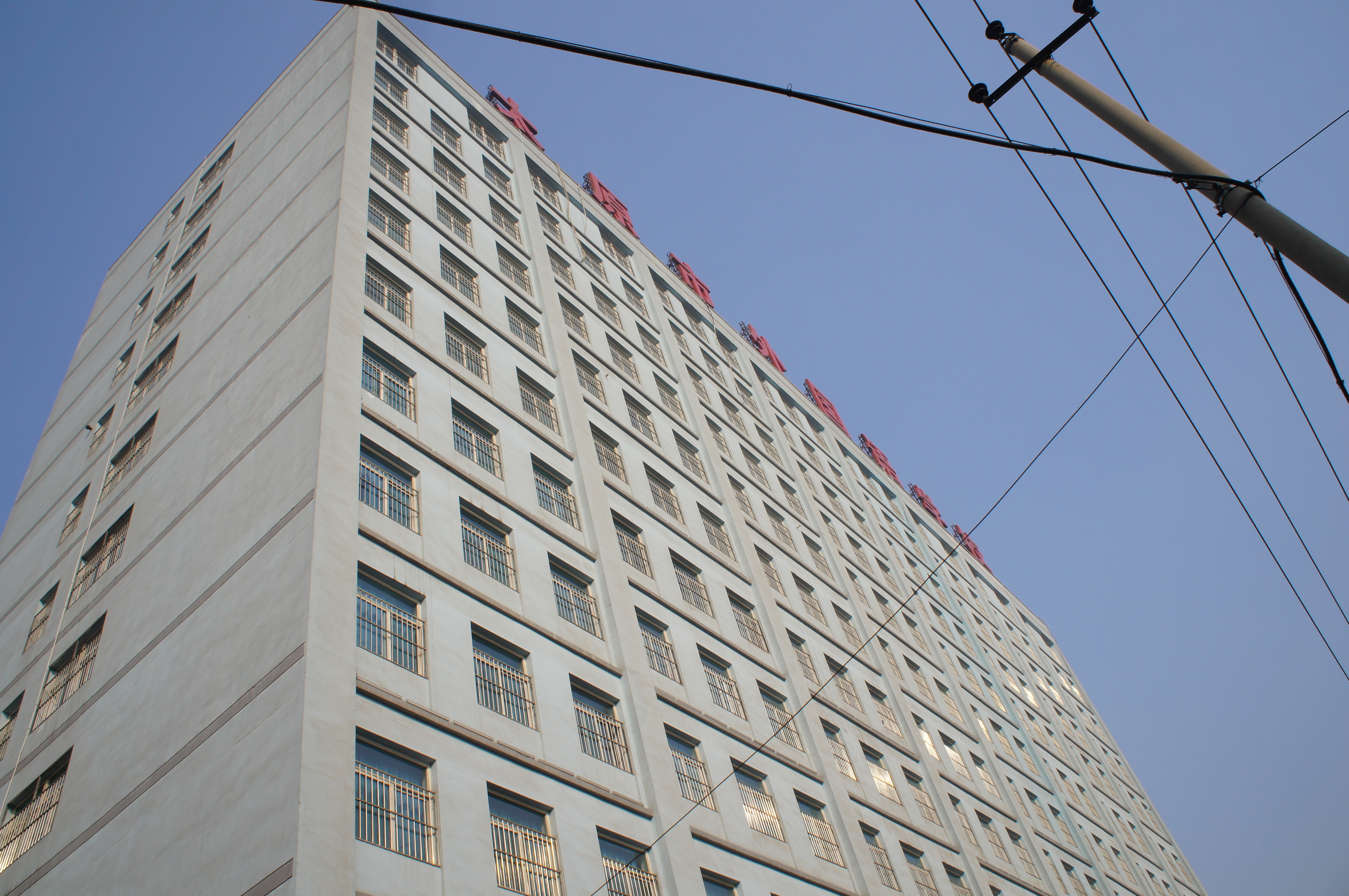
太原市外国语学校新校区教学楼

## 教学
太原市外国语学校所教的外语有英文、法文、俄文、西班牙文、德文和日文。 2011年2月13日160名太原市外国语学校学生获得高考保送资格。